# 长吉城际动车组列车
长吉城际动车组列车是中国铁路运行于吉林省会长春及吉林市之间的动车组列车，自2010年12月30日起开行，现由沈阳铁路局长春客运段和吉林客运段负责客运任务。列车使用和谐号CRH5A型电力动车组、和谐号CRH380BG型电力动车组，运行于长珲城际铁路，途经龙嘉、九台南二站，全长111公里，运营时速为200公里，最高运营时速为230公里。目前每日共开行列车25对，每日最早开车时间为6点16分，最晚开车时间为20点25分。现时使用车次为C1201次-C1248次。运行时间为40分至64分不等。本条目介绍仅运行于长春至吉林之间的动车组列车，不介绍经长春和吉林之间的跨线动车组列车。

## 历史

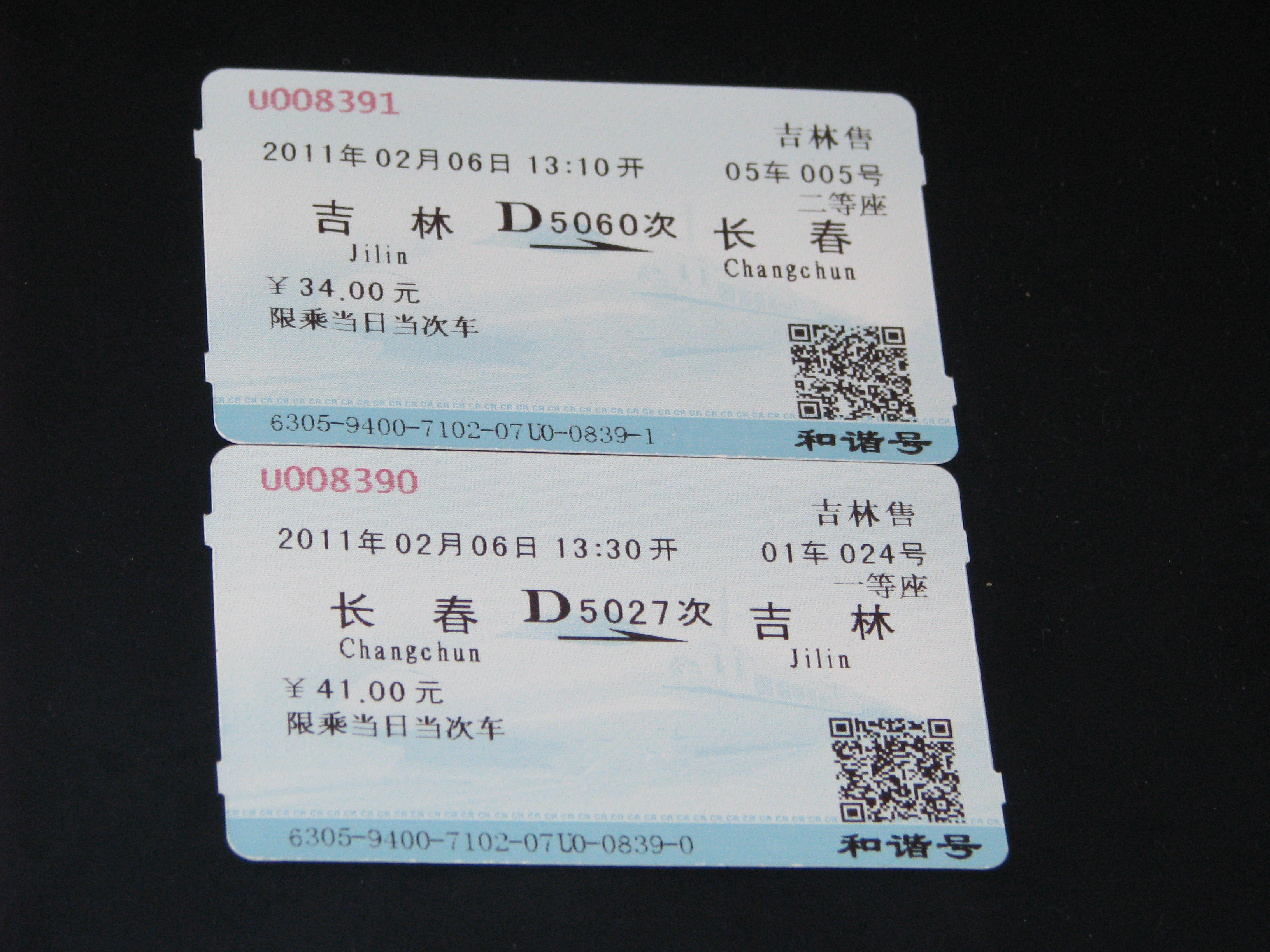
长吉城际铁路车票

2010年12月30日起，和谐号动车组正式在长吉城际铁路投入运营。
初期开行D5011-5042长春-吉林间往返列车16对，除D5014/7外，均经停龙嘉站，其到长春站的时间为10分钟，到吉林站的时间则为21分钟；D5053-5056沈阳北-吉林间往返列车2对，其中D5055次跨越龙嘉站；D111/2/3/4吉林-哈尔滨间往返列车1对，D112/3次列车跨越龙嘉站；D73/4吉林-北京间往返列车1对，均双向跨越龙嘉站。
经停龙嘉站的列车，全程耗时32分钟。直达列车则耗时29分钟，旅速高达230公里/时。但自2011年1月13日起，因长春站施工改造等原因，造成列车限速，经停龙嘉站列车耗时延至39分钟，直达列车则为34分钟。
2011年1月11日，商业化运营首日，大部分列车都满员运行，全天运送旅客超过15000人次，首发列车D5011/5012均超员运行。在开行短短8天之后，单日输送旅客就已超过30000人次，平均折算每次列车都是满员，且售出大量站票，客流极其火爆。而在开通运营19天后，已累计发送旅客41.9万人。
因为客流火爆，2011年2月5日起，吉林-长春上行方向加开D5044/46/48/58/60/62/64共7次动车，长春-吉林下行方向加开D5047/57/59/61/63共5次动车。2011年4月18日，下行方向再次加开D5043/5共2次动车，使晚间的运力更加充足，同时，也使城际上图定运营的动车数量达到27对。
2011年7月1日起，由于实行新的列车运行图，长吉城际车次和时刻都进行了调整，在调整后，图定运营的动车数量达到30.5对（上行30，下行31），且吉林-沈阳北D5064/5次与10对长吉动车组套用重联，加之吉林-北京D73/4与2对长吉动车组套用，大大增加了运能。

## 公路竞争
在长珲城际铁路开始运营之后，与之平行的珲乌高速公路长吉段客运受到了重大影响。即使是在2011年春运期间，大巴班次也减少50%了以上，且实载率仅为14%。虽然公路客运仍在亏损运营，但却并未停运，而是采取了减少班次的做法勉强维持。

## 时刻表
- 数据截止至2016年5月15日运行图调整，现有车次已修改为C字头[10]：

- 下行，长春西开往吉林：

06:48、07:02、08:37。
- 下行，长春开往吉林：

06:16、06:44、07:47、07:53、09:16、09:50、11:08、12:05、12:33、13:18、14:21、14:58、15:52、16:34、17:08、18:09、19:39、20:15、20:25。
- 上行，吉林开往长春：

06:35、08:13、08:24、09:43、10:52、11:28、12:13、13:16、13:48、14:30、15:27、16:08、17:03、17:47、18:26、18:45、19:20、20:30、20:45、20:58、21:16、21:36、22:05。

## 列车停放与检修
长吉城际动车组列车大部分在沈阳动车段长春动车运用所内停放，少部分套跑车次在沈阳北、沈阳南及大连动车运用所停放。综合检修则由配属动车所负责。